# Abbaye de la Trinité de Venosa

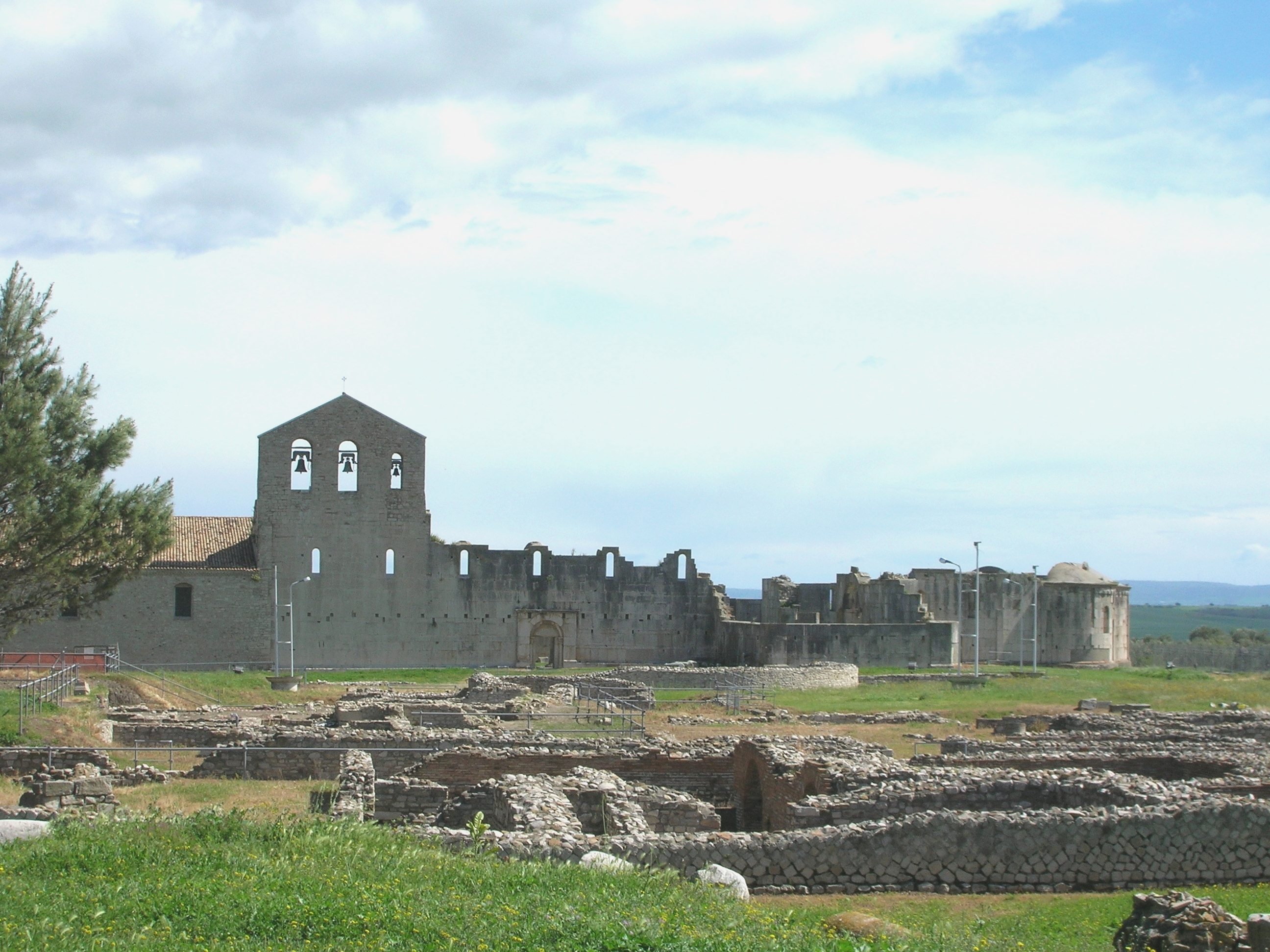
Le Parco Archeologico de Venosa :
Murs de l'« Incompiuta » (centre, droite),
Partie de l'ancienne église (gauche, toit rose);
Restes archéologiques de la ville romaine Venusia (premier plan).

L'abbaye de la Trinité de Venosa ou abbaye de la Très Sainte Trinité (italien : Abbazia della Santissima Trinità), est un complexe abbatial catholique situé à Venosa (province de Potenza) dans la région méridionale de la Basilicate.
L'architecture de l'abbaye montre des influences romaines, lombardes et normandes.
Le complexe est situé dans le parc archéologique de Venosa à environ 1,5 km au nord-est de la ville et est rattaché au diocèse de Melfi-Rapolla-Venosa. Il se compose de l'ancienne église, de date incertaine, des bâtiments du monastère et de l'« Incompiuta » (Inachevée), église inachevée commencée dans le dernier quart du XIe siècle et jamais terminée.
Le complexe a été déclaré « Monument national » par décret royal le 20 novembre 1897et est utilisé par l'ordre des Trinitaires.

## Histoire
L'abbaye de la Trinité est un monument parmi les plus complexes et importants de la Basilicate, un écrin plein d'histoire.
Le commencement de sa construction remonte au Ve siècle, quand a été érigée une basilique paléochrétienne sur un précédent temple romain, probablement dédié a la divinité de la fécondité "Imene".
L'abbaye se compose de deux églises, la "Foresteria" et le "Musée du Territoire":
- L'église ancienne, "Chiesa vecchia"

Elle est embellie de fresques de différentes époques (VIIIe – XVIIe siècle), en particulier une Sainte Catherine attribuée à Roberto di Oderisio (XIVe siècle), inspirée de l'œuvre contemporaine de Giotto à Naples, pleine de grâce provençale.
La restauration réalisée pendant les années 1990 a mis en valeur les différentes stratifications de ce monument : le sol et le déambulatoire en mosaïque d'époque paléochrétienne, avec des symboles du début du christianisme ; le sol de la cathédrale lombarde ; un espace pour atteindre le moulage des cloches.
L'église paléochrétienne fut érigée pour accueillir les reliques des saints : Viatoris, Cassiodori et Dominatae, toujours conservées dans l'autel baroque de l'allée droite.
La Chiesa vecchia abrite la tombe de la maison de Hauteville, les premiers Normands partis à la conquête du Sud de l'Italie :
Guillaume Bras-de-Fer, Drogon, Robert Guiscard, Onfroi, et la tombe d'Aubrée de Buonalbergo, première épouse de Robert Guiscard, mère de Bohémond de Tarente, un des meneurs de la première croisade. Il était le demi-frère du jeune et faible Roger Borsa, favorisé par sa mère Sichelgaita de Salerne, deuxième épouse du Guiscard.
- L'église Inachevée, "L'Incompiuta"

Fut le grand rêve de Robert Guiscard et de l'abbé Berengario. La conception de cette grande église est basée sur les formes des grandes cathédrales au-delà des Alpes, par exemple Cluny, avec un modèle architectural franco- normand.
Pour sa construction ils ont utilisé du matériel provenant des bâtiments romans tout près de l'église. Le grand projet s'arrête peu après 1085, date de la mort du Guiscard.
Le clocher à voile est du XVIIe siècle.
- La Foresteria

À l'origine cet espace a été créé pour accueillir les pèlerins. Aujourd'hui il y a un « lapidaire » avec une riche collection de chapiteaux, pierres, inscriptions d'époques différentes, retrouvés dans la zone de l'abbaye et à disposition des chercheurs et des visiteurs.
- Musée du Territoire

Il est situé au-dessus de la Foresteria. Ici sont exposés des fragments du tombeau des Hauteville, avec des décorations d'inspiration arabe, des panneaux avec les nombreuses possessions de l'Abbaye pendant les siècles. Il y a un diorama qui reproduit à l'échelle l'Abbaye.

## Description

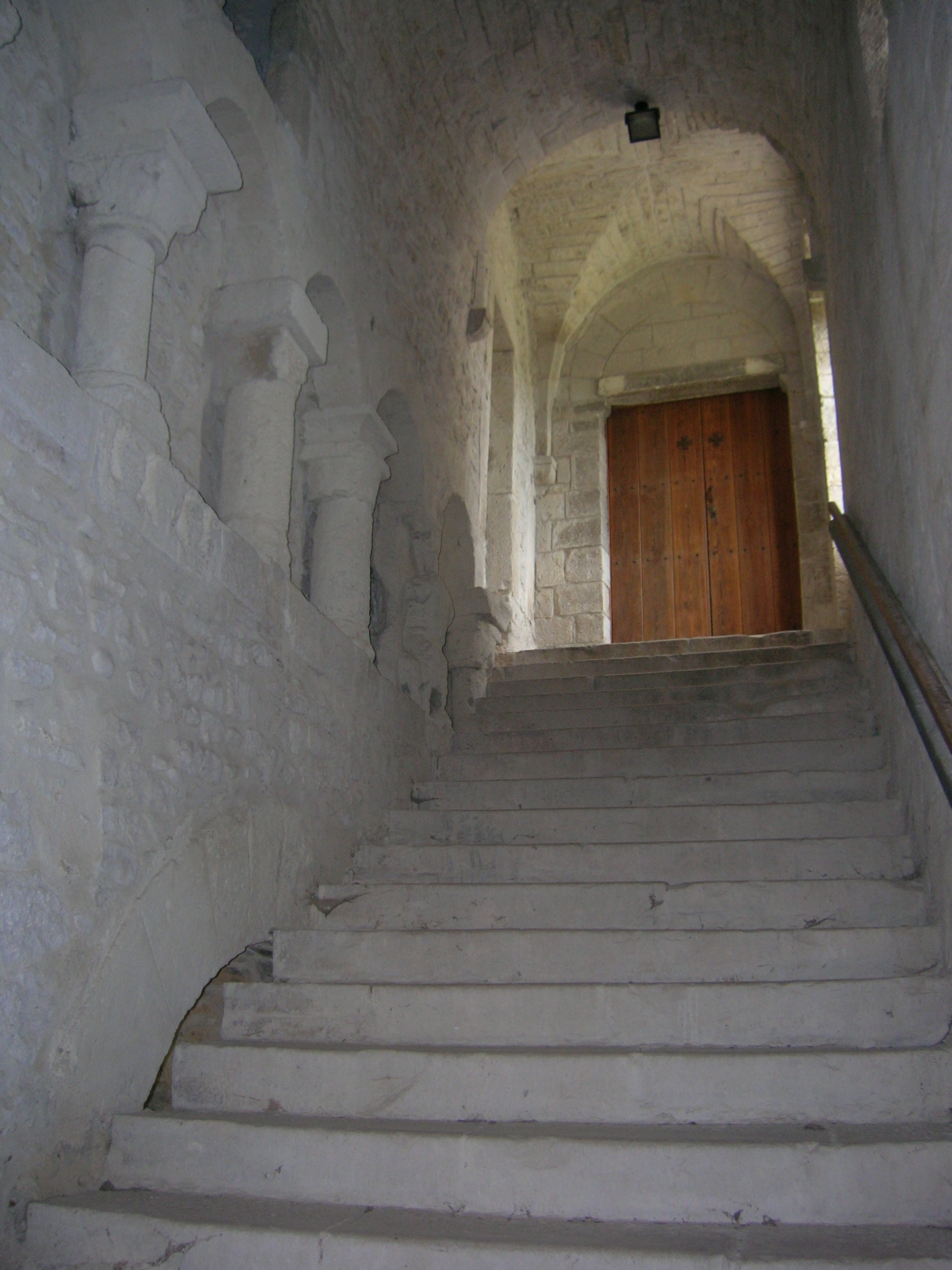
Escalier menant au monastère.
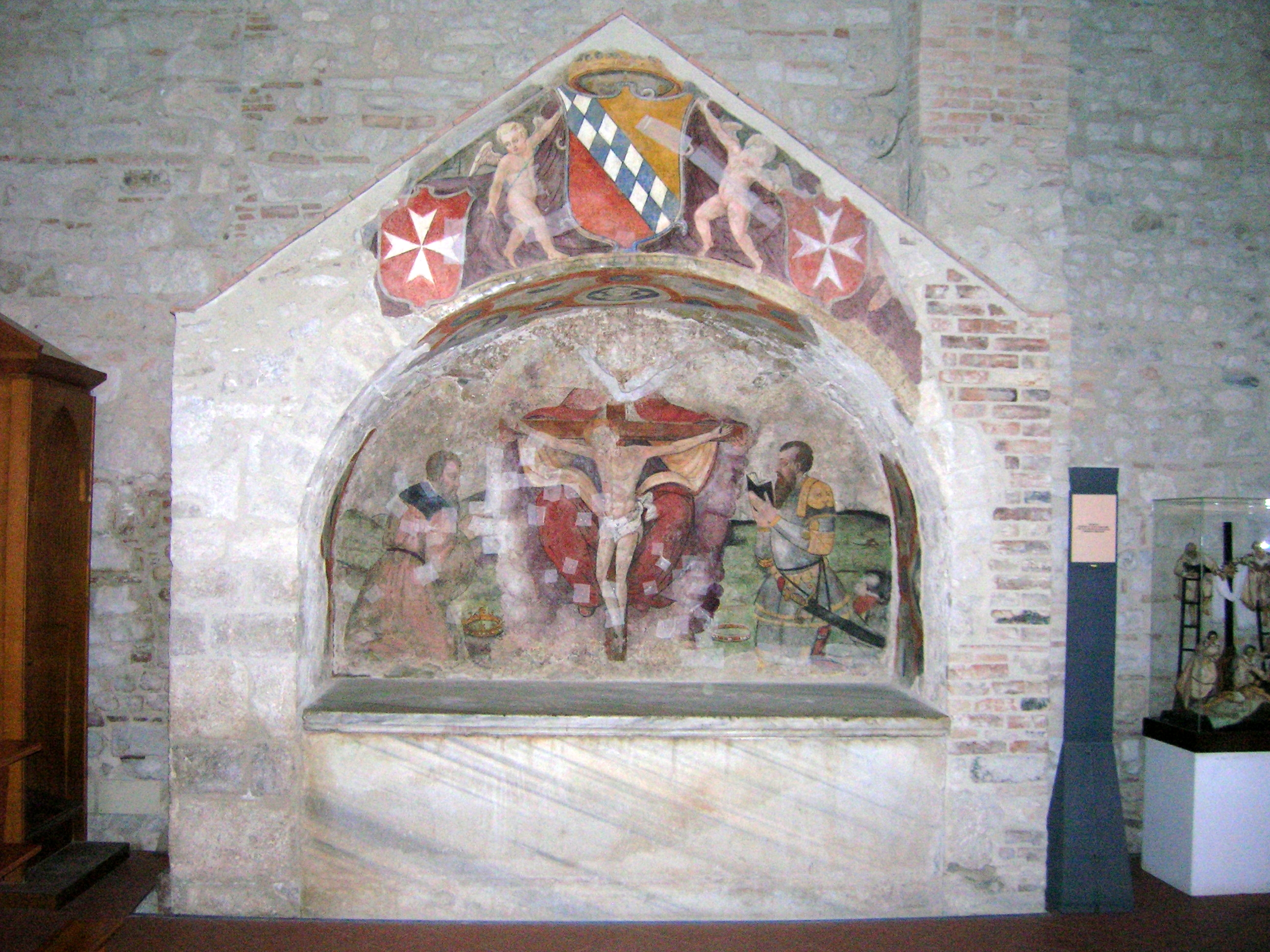
Tombeau des Hauteville.
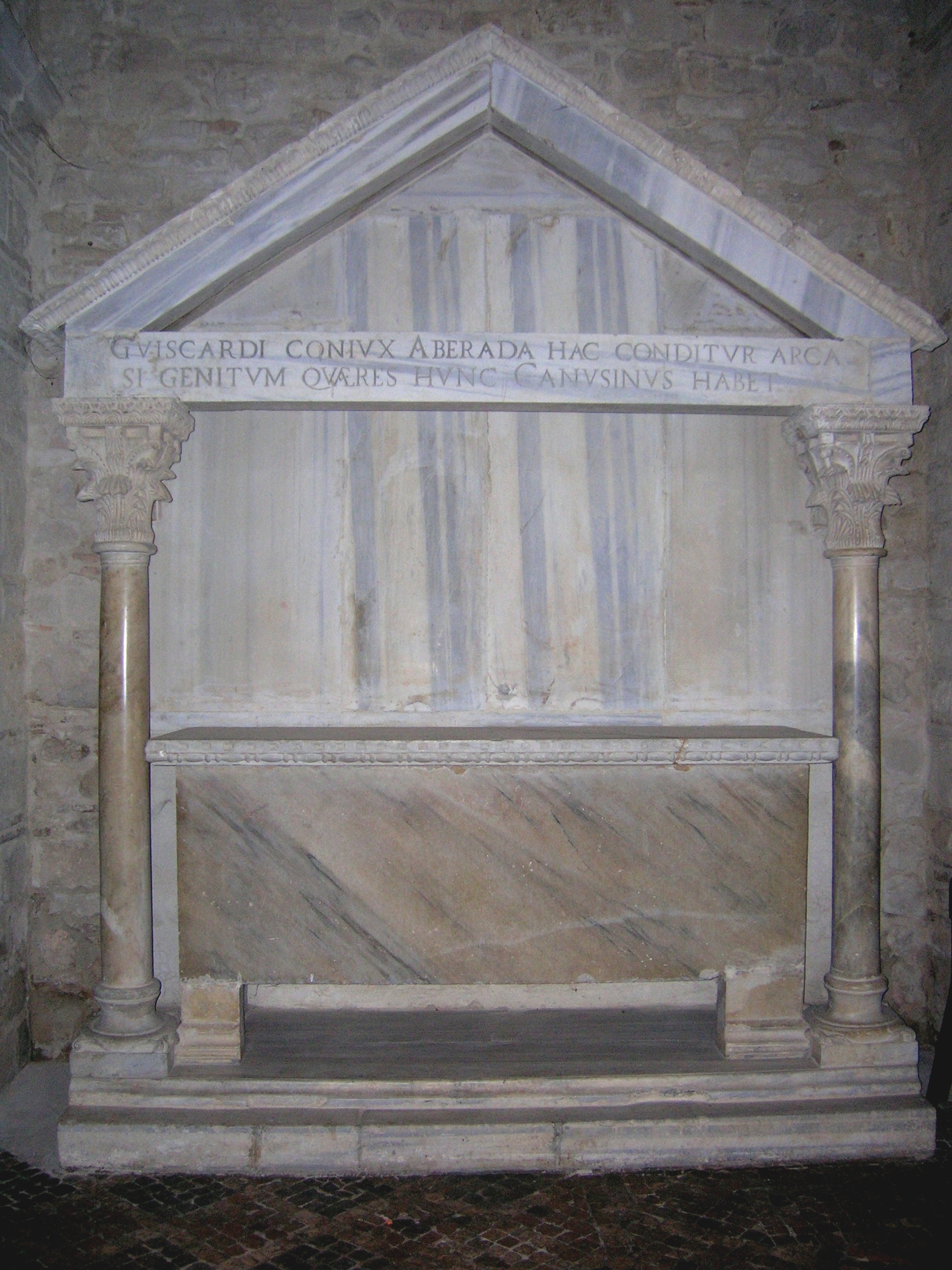
Tombe d'Aubrée, première épouse de Robert le Guiscard.
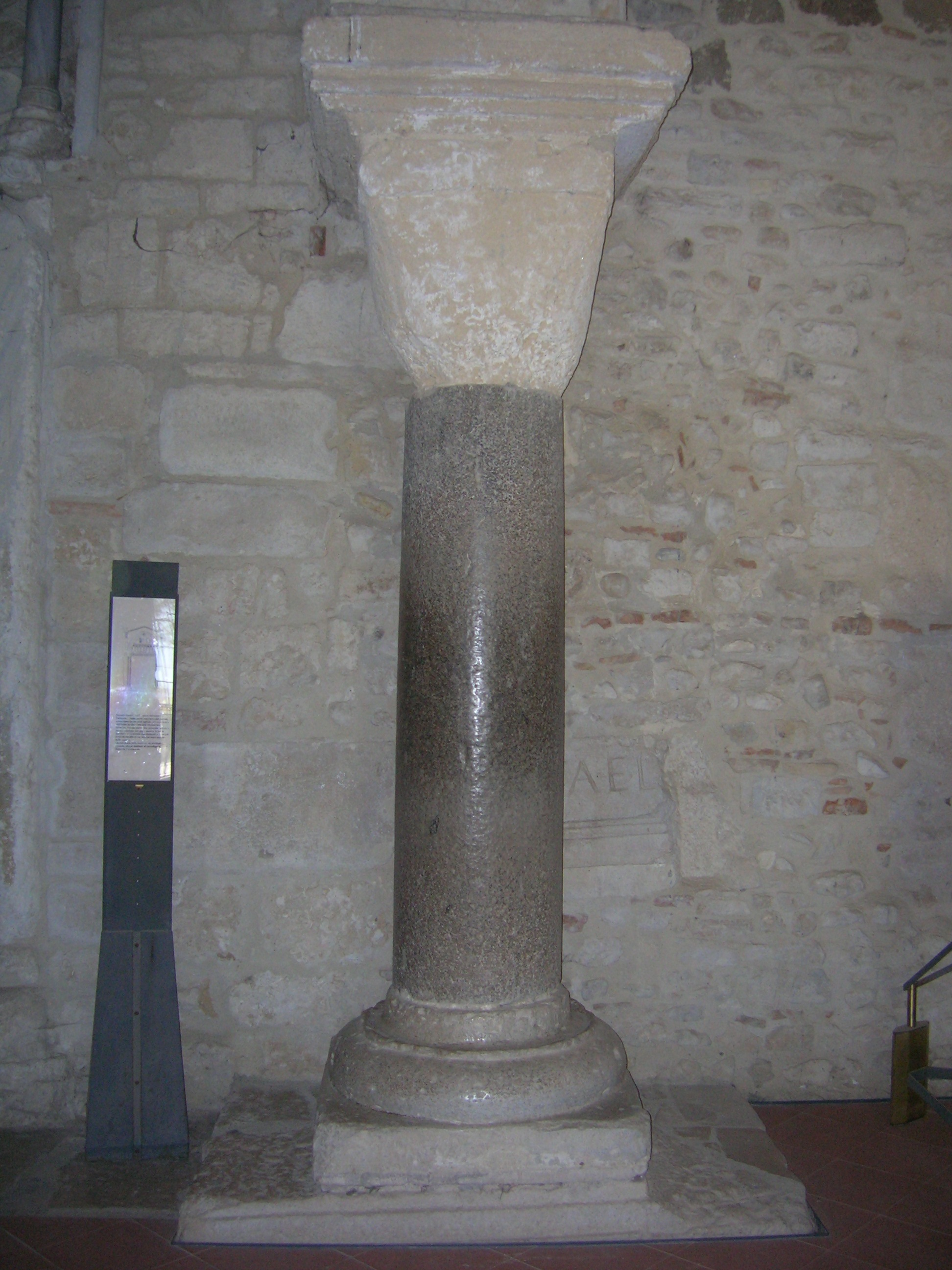
Colonne de l'amitié.

## Liste des abbés
- Robert de Grandmesnil (†1082) vers 1063 ?, précédemment abbé de Saint-Évroult